# Quận Schoharie, New York
Quận Schoharie (tiếng Anh: Schoharie County) là một quận trong tiểu bang New York, Hoa Kỳ. Quận lỵ là thành phố   6. Theo điều tra dân số năm 2000 của Cục điều tra dân số Hoa Kỳ, quận này có dân số Schoharie 31.582 người 2.